# Prix Goethe de la ville de Francfort
Ne doit pas être confondu avec Prix Goethe de la ville de Berlin.
Le prix Goethe (en allemand Goethe-Preis) est une récompense culturelle allemande décernée par la ville de Francfort-sur-le-Main depuis 1927.
Depuis 1952, le prix n'est distribué que tous les trois ans. La cérémonie de remise du prix a lieu tous les 28 août, jour de l'anniversaire de la naissance de Goethe.
Le prix est doté de 50 000 euros.

## Récipiendaires
- 1927 :  Stefan George, écrivain
- 1928 :  Albert Schweitzer, médecin et philosophe, prix Nobel de la paix en 1952
- 1929 :  Leopold Ziegler, philosophe
- 1930 :  Sigmund Freud, psychanalyste
- 1931 :  Ricarda Huch, écrivaine
- 1932 :  Gerhart Hauptmann, écrivain, prix Nobel de littérature en 1912
- 1933 :  Hermann Stehr, écrivain
- 1934 :  Hans Pfitzner, musicien
- 1935 :  Hermann Stegemann, écrivain
- 1936 :  Georg Kolbe, sculpteur
- 1937 :  Guido Kolbenheyer, écrivain et philosophe
- 1938 :  Hans Carossa, médecin et écrivain
- 1939 :  Carl Bosch, chimiste, prix Nobel de chimie en 1931
- 1940 :  Agnes Miegel, écrivaine
- 1941 :  Wilhelm Schäfer, écrivain
- 1942 :  Richard Kuhn, médecin
- 1945 :  Max Planck, physicien, prix Nobel de physique en 1918
- 1946 :  Hermann Hesse, écrivain, prix Nobel de littérature en 1946
- 1947 :  Karl Jaspers, philosophe
- 1948 :  Fritz von Unruh, écrivain
- 1949 :  Thomas Mann, écrivain, prix Nobel de littérature en 1929
- 1952 :  Carl Zuckmayer, écrivain
- 1955 :  Annette Kolb, écrivaine
- 1958 :  Carl Friedrich von Weizsäcker, scientifique et philosophe
- 1960 :  Ernst Beutler, écrivain
- 1961 :  Walter Gropius, architecte
- 1964 :  Benno Reifenberg, écrivain et journaliste
- 1967 :  Carlo Schmid, scientifique et politicien
- 1970 :  Georg Lukacs, philosophe
- 1973 :  Arno Schmidt, écrivain
- 1976 :  Ingmar Bergman, cinéaste
- 1979 :  Raymond Aron, sociologue et essayiste
- 1982 :  Ernst Jünger, écrivain
- 1985 :  Golo Mann, historien
- 1988 :  Peter Stein, cinéaste
- 1991 :  Wisława Szymborska, poétesse, prix Nobel de littérature en 1996
- 1994 :  Ernst Gombrich, historien d'art
- 1995 :  Dr. Laila Naim, professeure et philosophe
- 1997 :  Hans Zender, compositeur et chef d'orchestre
- 1999 :  Siegfried Lenz, écrivain
- 2002 :  Marcel Reich-Ranicki, écrivain et critique littéraire
- 2005 :  Amos Oz, écrivain, récompensé pour l'ensemble de son œuvre et notamment son dernier livre « Une histoire d’amour et de ténèbres »
- 2008 :  Pina Bausch, danseuse et chorégraphe
- 2011 :  Adonis, poète
- 2014 :  Peter von Matt, écrivain et critique littéraire
- 2017 :  Ariane Mnouchkine, metteuse en scène et directrice de théâtre
- 2020 :  Dževad Karahasan, écrivain, dramaturge, essayiste[1]
- 2023 :  Barbara Honigmann, écrivaine et peintre[2]